# لوسيا غارسيا
لوسيا غارسيا (بالإسبانية: Lucía García) (14 يوليو 1998 في إسبانيا - ) هي لاعبة كرة قدم إسبانية في مركز الهجوم. لعبت مع أتلتيك بيلباو وReal Oviedo (women) ‏ وAthletic Bilbao (women) ‏.

## وصلات خارجية
- لوسيا غارسيا على موقع الاتحاد الدولي (مؤرشف)  (الإنجليزية)
- لوسيا غارسيا على موقع الاتحاد الأوربي (الإنجليزية)
- لوسيا غارسيا على موقع قاعدة بيانات كرة القدم.إي يو (الإنجليزية)
- لوسيا غارسيا على موقع Soccerway.com (الإنجليزية)
- لوسيا غارسيا على موقع عالم كرة القدم.نت (الإنجليزية)
- لوسيا غارسيا على موقع اللجنة الأولمبية الدولية (الإنجليزية)